# San Marcos de Arriba, Jalisco
San Marcos de Arriba är en ort i Mexiko.   Den ligger i kommunen Encarnación de Díaz och delstaten Jalisco, i den centrala delen av landet, 400 km nordväst om huvudstaden Mexico City. San Marcos de Arriba ligger 1 789 meter över havet och antalet invånare är 249.
Terrängen runt San Marcos de Arriba är huvudsakligen en högslätt. San Marcos de Arriba ligger nere i en dal. Runt San Marcos de Arriba är det ganska glesbefolkat, med 39 invånare per kvadratkilometer. Närmaste större samhälle är Encarnación de Díaz, 15,6 km sydost om San Marcos de Arriba. I omgivningarna runt San Marcos de Arriba växer huvudsakligen savannskog.